# Ash Ketchum
Ash Ketchum (サトシ; japánul Satoshi) a Pokémon anime és mangasorozat főszereplője. Ash álma, hogy egyszer ő legyen a legnagyobb Pokémon mester, ám ez nem is olyan egyszerű, mint azt először gondolja...

## Története
A sorozat Ash tizedik születésnapjával kezdődik. A tízéves Ash útnak indul Palett város (Kanto régió) híres Pokémon-tudósához, Oak Professzorhoz, hogy megkapja élete első Pokémonját. A kezdő mestertanoncok eredetileg három pokémonból választhattak (Squirtle, Bulbasaur, Charmander), de mivel Ash későn ébredt fel, így ezekről lemaradt. A Professzor megsajnálta, és odaadta neki utolsó megmaradt elektromos Pokémonját, Pikachu-t. A kezdetekben Ash és Pikachu nem nagyon jöttek ki egymással, de idővel megszerették egymást, sőt elválaszthatatlan barátok lettek. Ashnek az utazása során sok kihívásban volt része és sok baráttal gazdagodott; Misty-t és Brock-ot beleértve, akik szinte végig segítették, támogatták a hosszú útja során. Az ifjú tanító eltökélte, hogy indul az Indigo ligán. Ehhez 8db jelvényre volt szüksége, melyet a különböző városokban lévő edzőtermek vezetőitől nyerhetett el. Igaz nagy nehézségek árán, de összegyűjtötte az összes jelvényt, s nevezett a ligára. Ash ott rátermettnek bizonyult, és bejutott a Top 16-ba. A ligát ugyan nem nyerte meg, de értékes tapasztalattal gazdagodott, s tovább eljutott, mint fő riválisa, Gary Oak, aki csak a Top 32-ben végzett. A liga után Misty-vel, és újdonsült barátjukkal Tracey Sketchit-el Ash elindult az Orange-szigetekhez, hogy megszerezze az ottani 4 jelvényt, s ezáltal ki tudja hívni az Orange liga bajnokát, Drake-t. Sikerült teljesítenie a kihívásokat, és győzelmet aratott Drake ellen, megnyerte az orange kupát. Ezt követően Ash, Misty és Brock a Johto régió felé vették az irányt, hogy új pokémonokkal ismerkedjenek meg. Itt is 8 jelvény volt az előfeltétele annak, hogy Ash részt tudjon venni az itteni ligában. Ezt is sikerült teljesítenie, s eljutott a ligába. Itt összekerült régi riválisa, Gary Oak ellen, akit nagyon nehezen, de sikerült megvernie. Ash ezáltal bejutott a Top 8-ba, de itt veszített Harrison Blaziken-je ellen. A liga után a három barát szétvállt; Misty visszament Azúrkékvárosba, Brock Ónvárosba, Ash pedig Palett városba. Ezt követően Ash leadta az összes Pokémonját Oak Professzornak (Pikachut kivéve), és elindult felfedezni a számára eddig ismeretlen Hoenn régiót. Útja során két új fővel gazdagodott; May és Max személyében, de később Brock visszatért, és ő is csatlakozott hozzájuk. A Rakéta csapaton kívül itt már felbukkan az Aqua csapat, és a Magma csapat is, akik folyamatosan próbálják megkeseríteni főhősünk életét. Mint a többi ligánál, itt is ugyanúgy 8 jelvényt kellett összegyűjtenie. Ez sikerült is neki, s a ligában eljut a nyolcaddöntőig, ahol Tyson legyőzi. Ash ezután visszamegy haza, a Kanto régióba. A ligák által sokkal erősebb és tapasztaltabb lett, ezért úgy dönt, hogy elindul az úgynevezett Csata Határmezőn. Itt 7 Csata Határmező szimbólumot kell összegyűjtenie, ami a végén sikerül is neki. Ezután Ash úgy dönt, hogy inkább folytatja a trénerkedést, mivel szeretne még többet megtudni a Pokémonokról. Brock-al a Sinnoh régió felé veszik az irányt, ahol egy új lány, Dawn kíséri el őket az útjuk során. Ashnek itt szintén 8 jelvényt kell összegyűjtenie, hogy indulhasson az Sinnoh ligán. Sok kaland és megannyi élmény után ezeket is összegyűjti. A ligában összekerül új riválisával, Paul-al, akit legyőz. Bekerül az elődöntőbe, ahol kikap Tobias ellen. Főhősünk kalandja itt nem ér véget, hiszen jön az Unova, a Kalos és az Alola régió...

## Jellemzői
Ash fő célja, hogy ő legyen a világ legnagyobb Pokémon-mestere. Az utazás kezdete előtt az anyjával élt (Delia Ketchum-al) Palett városban. Ash néha forrófejű, de mindennél jobban szereti a Pokémonokat. Nem egy tárgyként gondol rájuk, hanem barátként. Útja során több nézeteltérése akad az olyan trénerekkel, akik nem törődnek a pokémonjukkal, vagy akik szerint a gyenge pokémon nem jó semmire. Ash úgy gondolja, hogy a pokémonokat szeretettel kell nevelni, és hinni kell bennük, még akkor is, ha más csak a rosszat látja bennük. Ha egy Pokémon bajban van, ő mindent megtesz, hogy segítsen neki. Ash nagyon elszánt, és hajlandó tanulni mind a győzelmek, mind a vereségekből. Harci stílusa általában spontán és meglehetősen szokatlan. Hű társa Pikachu, aki a sorozat összes évadában végig vele tart az utazása során. A Rakéta csapat folyton el akarja tőle rabolni, mivel szerintük különleges és értékes pokémon, ám Ash találékony, és mindig kivágja magát a bajból.

## Szinkronhangja
Az  animében a japán hangját Macumoto Rika, angol hangját Veronica Taylor és Sarah Natochenny, míg magyar hangját Szvetlov Balázs, Ungvári Gergely és Szalay Csongor alakította.

## Ash Pokémonjai

### Kanto régió
Pikachu, Bulbasaur, Charmander → Charmeleon → Charizard, Squirtle, Caterpie → Metapod → Butterfree, Pidgeotto → Pidgeot, Primeape, Muk, Krabby → Kingler, 30 Tauros, Lapras, Snorlax

### Johto régió
Chikorita → Bayleef, Cyndaquil → Quilava, Totodile, Noctowl, Aipom, Gligar, Heracross, Phanpy → Donphan, Larvitar

### Hoenn régió
Treecko → Grovyle → Sceptile, Taillow → Swellow , Torkoal, Corphish, Snorunt → Glalie

### Sinnoh régió
Turtwig → Grotle → Torterra, Chimchar → Monferno -> Infernape, Starly → Staravia → Staraptor, Buizel, Gible, Gligar → Gliscor

### Unova régió
Roggenrola → Boldore, Sewaddle → Swadloon → Leavanny, Krokorok → Krookodile, Palpitoad, Scraggy, Snivy, Tepig → Pignite, Oshawott

### Kalos régió
Froakie → Frogadier → Greninja, Fletchling → Fletchinder → Talonflame, Hawlucha, Noibat → Noivern, Goomy → Sliggoo → Goodra

### Alola régió
Rowlet, Rockruff → Lycanroc, Litten → Torracat.

## Lásd még
- A Pokémonok listája
- A Pokémon epizódjainak listája